# Fernando Teixeira dos Santos
Fernando Teixeira dos Santos (ur. 13 września 1951 w Maia) – portugalski ekonomista, nauczyciel akademicki i polityk, od 2005 do 2011 minister finansów w XVII i XVIII rządzie Portugalii.

## Życiorys
W 1973 ukończył ekonomię na Uniwersytecie w Porto. W 1985 doktoryzował się na University of South Carolina na podstawie pracy pt. Three Essays on Portuguese Monetary Economics, w 1986 uzyskał jego nostryfikację na macierzystej uczelni w Porto. Jako nauczyciel akademicki od 1973 związany z wydziałem ekonomii Uniwersytetu w Porto, na którym doszedł do stanowiska profesora. Był wiceprzewodniczącym i przewodniczącym rady naukowej tego wydziału. Wykładał też m.in. na Universidade Católica Portuguesa.
Związany z Partią Socjalistyczną. W latach 1995–1999 pełnił funkcję sekretarza stanu ds. finansów i skarbu w XIII rządzie Antónia Guterresa. Od 2000 do 2005 był prezesem zarządu Comissão do Mercado de Valores Mobiliários, portugalskiej komisji papierów wartościowych. W lipcu 2005 objął urząd ministra stanu i ministra finansów w pierwszym rządzie José Sócratesa. Pozostał na tych stanowiskach również w powołanym w październiku 2009 drugim gabinecie tegoż premiera. Od lipca do października 2009 pełnił równocześnie obowiązki ministra gospodarki i innowacji. Z administracji rządowej odszedł w czerwcu 2011, powracając do pracy naukowej.
Odznaczony Orderem Infanta Henryka III klasy (2005).